# Leopardi (Torre del Greco)
Leopardi è una frazione del comune campano di Torre del Greco, nella città metropolitana di Napoli con una popolazione di 2.000 abitanti circa. 

## Storia
La frazione è stata denominata con il cognome del celebre poeta Giacomo Leopardi, che vi abitò tra l'estate del 1836 e l'inverno del 1837 nella villa Carafa d'Andria-Ferrigni, oggi conosciuta come Villa delle Ginestre e ubicata nella stessa frazione.

## Geografia
La frazione di Leopardi si estende lungo il colle del Vesuvio. È ubicata circa 4,5 km a sud di Torre del Greco, e dista circa 1 km a sud da Santa Maria la Bruna. La frazione si estende fino ai confini della città.

## Monumenti e luoghi d'interesse

### Architetture religiose
- Santuario-Parrocchia "Maria Santissima del Buon Consiglio", grande centro di spiritualità per il XIII decanato dell'Arcidiocesi di Napoli;

### Architetture civili
- Villa Delle Ginestre, dove soggiornò il poeta Giacomo Leopardi;

## Infrastrutture e trasporti

### Ferrovie

#### Circumvesuviana
La frazione è servita da tre fermate della Circumvesuviana:
- La fermata di Villa delle Ginestre, vicina a l'omonima villa del poeta e al parco acquatico "Valle dell'Orso";
- La stazione di Leopardi, situata vicino al centro della frazione;
- La fermata di Via Viuli-Palazzo di Giustizia, ormai inutilizzata.

### Altri trasporti
Gli svincoli autostradali più vicini alla frazione sono quelli di "Torre Annunziata Nord" (a 2 km), e "Torre del Greco" (a 4,5 km circa). La frazione è inoltre attraversata dalla Strada Statale 18 Tirrenia Inferiore.